# فرقة الأوركسترا السمفونية القومية العراقية

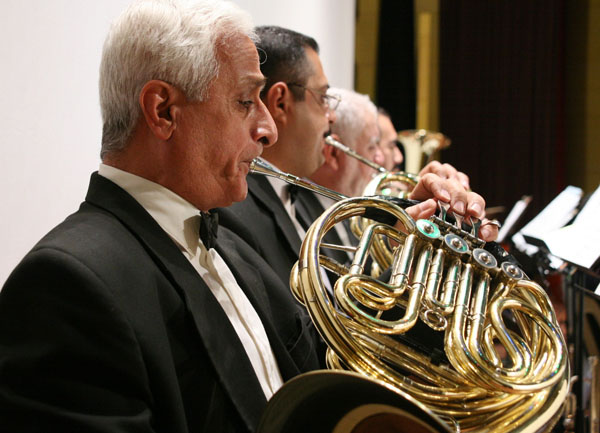
عازفون في الفرقة السمفونية القومية العراقية خلال تقديم عرض في العراق عام 2007م.

الفرقة السيمفونية العراقية هي فرقة الأوركسترا السيمفونية الوطنية في العراق ومقرها في العاصمة العراقية بغداد، بدأت مشوارها الموسيقي في أربعينيات القرن الماضي لكن تم الإعلان عن تأسيسها رسمياً عام 1959م وتعتبر اوركسترا السمفونية العراقية من أقدم السمفونيات في العالم العربي، تعرضت مكتبتها الموسيقية ومخازن الآلات الموسيقية التابعة لها إلى عملية نهب عقب سقوط النظام السابق في عام 2003.
كما أنه قد تعرض عدد من أفرادها إلى عمليات خطف في حين أن البعض الآخر قد قتل نتيجة أعمال العنف التي عصفت بالعراق بعد احتلاله كما وجهت للبعض الآخر تهديدات بالقتل، وفر 29 من أعضاء الفرقة إلى خارج البلد، لكن رغم هذا فالفرقة السمفونية العراقية لا تزال تزاول عملها حتى بعد احتلال العراق عام 2003م. قادها منذ عام 2007 كريم وصفي. يرأس الفرقة حاليا المايسترو محمد أمين عزت. كانت الفرقة تتبع لوزارة التربية ثم انتقلت إلى وزارة الثقافة العراقية.

## روابط خارجية
- فرقة الأوركسترا السمفونية القومية العراقية على موقع ميوزك برينز (الإنجليزية)